# Cykling vid olympiska sommarspelen 1900
Vid olympiska sommarspelen 1900 i Paris avgjordes två grenar i cykling. Tävlingarna hölls mellan den 9 och 16 september 1900. 72 cyklister från 6 länder deltog i tävlingarna.
Det avgjordes ett flertal cykeltävlingar till utöver de två som redovisas nedan, men de räknas idag inte av IOK som officiella tävlingar.

## Medaljfördelning
| Medaljfördelning |           |      |        |       |        |
| Placering        | Nation    | Guld | Silver | Brons | Totalt |
| 1                | Frankrike | 2    | 2      | 1     | 5      |
| 2                | USA       | 0    | 0      | 1     | 1      |

## Medaljörer

### Herrar
| Gren                     | Guld                          | Silver                     | Brons                     |
| Sprint Detaljer...       | Georges Taillandier Frankrike | Fernand Sanz Frankrike     | John Henry Lake USA       |
| 25 kilometer Detaljer... | Louis Bastien Frankrike       | Louis Hildebrand Frankrike | Auguste Daumain Frankrike |

## Deltagande nationer
Totalt deltog 72 cyklister från 6 länder vid de olympiska spelen 1900 i Paris.
| - Belgien (1) - Böhmen (1) - Frankrike (59) - Italien (7) - Tyskland (3) - USA (1) |